# 厄立特里亞禮天主教克倫教區
厄立特里亞禮天主教克倫教區 （拉丁語：-{Eparchia
Kerensis}-）是厄立特里亞一個厄立特里亞禮天主教會教區，屬阿斯馬拉都主教區。
教區成立於1995年12月21日，範圍包括厄立特里亞北部。2010年有教友42,976人、六十二個堂區、卅八名司鐸。現任教區主教為基達內·耶比奧。